# Smalbladige wilg
Smalbladige wilg (Salix exigua) is een soort uit de wilgenfamilie (Salicaceae).

## Determinatie
Smalbladige wilg groeit doorgaans als een meerstammige struik, maar soms ook als kleine boom. De smal-lancetvormige, 4–12 cm lange en 2–10 mm brede, groen tot grijze bladeren bewegen bij de minste wind. Op de jonge bladeren zitten zijdeachtige, witte haren, waardoor ze een zilverkleurig uiterlijk hebben. De soort kan ongeveer 4–6 m hoog worden.
De bloeiwijze omvatten katjes, die in het late voorjaar verschijnen. Smalbladige wilg is tweehuizig, hetgeen wil zeggen dat er struiken met alleen vrouwelijke katjes en struiken met alleen mannelijke katjes zijn. De vrouwelijke katjes zijn tot 10 cm en de mannelijke katjes tot 8 cm lang.
De vrucht is een doosvrucht, die van binnen bekleed is met glanzend witte haartjes. In de doosvrucht zitten veel kleine zaadjes.

## Ondersoorten
Er zijn twee ondersoorten waarvan het verspreidingsgebied elkaar in het westen van de Great Plains overlapt:
- Salix exigua subsp. exigua. In het westen van Noord-Amerika. De grijsachtige bladeren behouden gedurende de hele zomer de zijdeachtige haartjes. De doosvrucht is 3–6 mm lang.
- Salix exigua subsp. interior (Rowlee) Cronq. (synoniem: S. interior Rowlee). Oost en centraal Noord-Amerika. De bladeren verliezen gewoonlijk de haartjes en zijn dan groen in de zomer. De doosvrucht is 5–8 mm lang.

## Verspreiding
Het natuurlijke verspreidingsgebied van smalbladige wilg strekt zich uit over de Verenigde Staten.

## Toepassingen
Smalbladige wilg werd voor veel verschillende doeleinden gebruikt door de indianen. De takken deden dienst als flexibele stokken en bouwmateriaal, van de twijgen werden manden gemaakt en van de bast bindmateriaal. Daarnaast werden bast en bladeren gebruikt voor medicinale doeleinden.

## Cultivatie
Smalbladige wilg is winterhard en groeit ook op vrij droge grond. In sommige tuinen ontstaat er opslag. De soort is goed te snoeien en te stekken.
... · 
S. alba (schietwilg) · 
S. aurita (geoorde wilg) · 
S. babylonica (treurwilg) · 
S. babylonica 'Tortuosa' (kronkelwilg) · 
S. caprea (boswilg) · 
S. cinerea (grauwe wilg) · 
S. cinerea subsp. oleifolia (rossige wilg) ·  
S. daphnoides (berijpte wilg) · 
S. dasyclados (Duitse dot) · 
S. exigua (smalbladige wilg) · 
S. fragilis (kraakwilg) · 
S. herbacea (kruidwilg) · 
S. jejuna · 
S. myrsinifolia (zwarte wilg) · 
S. pentandra (laurierwilg) · 
S. polaris (poolwilg) · 
S. Salix purpurea (bittere wilg) · 
S. repens (kruipwilg) · 
S. sacchalinensis · 
S. sacchalinensis 'Sekka' (bandwilg) · 
S. sepulcralis · 
S. sepulcralis 'Chrysocoma' (gele treurwilg) · 
S. triandra (amandelwilg) · 
S. viminalis (katwilg) · 
...